# Crusoe
Crusoe — семейство x86-совместимых микропроцессоров, созданных компанией Transmeta в конце 1990-x годов. Процессор был продемонстрирован публике в январе 2000 года, реальное производство началось позже в том же году.
Для исполнения команд х86 используется программная эмуляция в виде виртуальной машины — технология, названная морфингом программного кода. Сам процессор построен по VLIW-архитектуре и исполняет всегда единственную программу, написанную в его нативных кодах: транслятор команд х86, который переводит эти команды в VLIW-инструкции.
Теоретически процессор может быть переориентирован на эмуляцию любой другой архитектуры, но такое развитие маловероятно, так как аппаратура, очевидно, была оптимизирована для обработки именно х86.
Программная трансляция позволяет гибко изменять внутреннее устройство процессора, не нарушая его совместимости с целевой платформой. Например, Efficeon, следующее поколение семейства, имеет 256-разрядную организацию взамен 128-разрядной у оригинального Crusoe.
Программная эмуляция берёт на себя многие функции, традиционно реализуемые аппаратно, например, внеочередное выполнение команд, благодаря чему аппаратная часть становится компактнее из-за меньшего количества транзисторов, а значит, потребляет меньше энергии и производит меньше тепла, чем у аналогичных процессоров.
Название позаимствовано у вымышленного героя-путешественника Робинзона Крузо.

## Описание
Изначально Crusoe был доступен в двух вариантах: TM3200 для встраиваемых систем и TM5400 для персональных компьютеров с малым энергопотреблением. Оба были доступны в виде одной архитектуры, но с разными частотами и поддержкой периферии.
TM3200 работал на частотах от 333, 366 и 400 МГц. Он имел кэш инструкций в 64 кБ, кэш данных в 32 кБ и обходился без кэша второго уровня. TM3200 имел встроенный контроллер памяти поддерживающий только SDRAM, и интерфейс PCI. Занимал 77 мм², требовал питание 1,5 В, и имел типичное энергопотребление менее чем 1,5 Вт.
TM5400 работал на частотах от 500 до 700 МГц. В отличие от TM3200, TM5400 поддерживал технологию уменьшения энергопотребления LongRun. Он имел кэш инструкций и кэш данных по 64 кБ, и кэш второго уровня 256 кБ. Встроенный контроллер памяти поддерживал SDRAM и DDR SDRAM. Также имел интерфейс PCI. Занимал 73 мм², использовал питание 1,1-1,6 В, и имел типичное энергопотребление от 0,5 Вт до 1,5 Вт при максимальном 6 Вт.

## Модели процессоров

### TM3200
Первоначально назывался TM3120
- Кэш-память первого уровня L1: 32 + 64 кБ (данные + инструкции)
- Поддержка инструкций MMX
- Архитектура: VLIW с техникой морфинга программного кода
- Интегрированный в процессор Northbridge («северный мост»)
- Упаковка:
  - 474 Pin CBGA
- Дата выпуска: Январь 2000 г.
- Технология изготовления: 220 нм (на заводе IBM)
- Размер ядра: 77 мм²
- Частота: 333, 366 и 400 МГц

### TM5400
- Кэш-память первого уровня L1: 64 + 64 кБ (данные + инструкции)
- Кэш-память второго уровня L2: 256 кБ, работающей на скорости процессора
- Поддержка инструкций MMX, LongRun
- Архитектура: VLIW с техникой морфинга программного кода
- Интегрированный в процессор Northbridge («северный мост»)
- Упаковка:
  - 474 Pin CBGA
- Дата выпуска: Январь 2000 г.
- Технология изготовления: 180 нм (на заводе IBM)
- Размер ядра: 73 / 88 мм²; 36,8 млн транзисторов
- Частота: 500—700 МГц

### TM5500
- Кэш-память первого уровня L1: 64 + 64 кБ (данные + инструкции)
- Кэш-память второго уровня L2: 256 кБ, работающей на скорости процессора
- Поддержка инструкций MMX, LongRun
- Архитектура: VLIW с техникой морфинга программного кода
- Интегрированный в процессор Northbridge («северный мост»)
- Упаковка:
  - 474 Pin CBGA
- Дата выпуска: Июнь 2001 г.
- Технология изготовления: 130 нм (на заводе TSMC)
- Размер ядра: 55 мм²; 36,8 млн транзисторов
- Частота: 300—800 МГц

### TM5600
- Кэш-память первого уровня L1: 64 + 64 кБ (данные + инструкции)
- Кэш-память второго уровня L2: 512 кБ, работающей на скорости процессора
- Поддержка инструкций MMX, LongRun
- Архитектура: VLIW с техникой морфинга программного кода
- Интегрированный в процессор Northbridge («северный мост»)
- Упаковка:
  - 474 Pin CBGA
- Дата выпуска: Октябрь 2000 г.
- Технология изготовления: 180 нм (на заводе IBM)
- Размер ядра: 88 мм²; 36,8 млн транзисторов
- Частота: 300—667 МГц

### TM5700
- Кэш-память первого уровня L1: 64 + 64 кБ (данные + инструкции)
- Кэш-память второго уровня L2: 256 кБ, работающей на скорости процессора
- Поддержка инструкций MMX, LongRun
- Архитектура: VLIW с техникой морфинга программного кода
- Интегрированный в процессор Northbridge («северный мост»)
- Упаковка:
  - 399 Pin OBGA
- Дата выпуска: Январь 2004 г.
- Технология изготовления: 130 нм (на заводе TSMC)
- Размер ядра: 55 мм²; 36,8 млн транзисторов
- Частота: 667 МГц

### TM5800
- Кэш-память первого уровня L1: 64 + 64 кБ (данные + инструкции)
- Кэш-память второго уровня L2: 512 кБ, работающей на скорости процессора
- Поддержка инструкций MMX, LongRun
- Архитектура: VLIW с техникой морфинга программного кода
- Интегрированный в процессор Northbridge («северный мост»)
- Упаковка:
  - 474 Pin CBGA
- Дата выпуска: Июнь 2001 г.
- Технология изготовления: 130 нм (на заводе TSMC)
- Размер ядра: 55 мм²; 36,8 млн транзисторов
- Частота: 300—1000 МГц

### TM5900
- Кэш-память первого уровня L1: 64 + 64 кБ (данные + инструкции)
- Кэш-память второго уровня L2: 512 кБ, работающей на скорости процессора
- Поддержка инструкций MMX, LongRun
- Архитектура: VLIW с техникой морфинга программного кода
- Интегрированный в процессор Northbridge («северный мост»)
- Упаковка:
  - 399 Pin OBGA
- Дата выпуска: Январь 2004 г.
- Технология изготовления: 130 нм (на заводе TSMC)
- Размер ядра: 55 мм²; 36,8 млн транзисторов
- Частота: 800—1000 МГц

## Выпущенные изделия
- Тонкий клиент Compaq TC1000 Compaq T5515 Thin Client
- Тонкие клиенты Fujitsu Siemens Futro s200 и Futro s300
- Субноутбук SONY Vaio PCG-C1MV/M
- Ноутбуки Fujitsu LifeBook P1120, Fujitsu LifeBook P2110 [4]
- Настольный компьютер NEC PowerMate Eco (the Earth Friendly Computer)
- Ноутбук NEC Versa DayLite/UltraLite
- Ноутбук Sharp Active MM10/MM20
- Планшетный компьютер TDV Vison V800XPT Tablet
- Планшетные ПК OQO Model 01 и 01+
- Ноутбук Сasio Cassiopeia FIVA 2xx
- Ноутбук ECS A531 (известный в России как IRU Stilo 1514)
- Нетбук Fujitsu FMV Biblo loox s5/53,s5/53w
- Ноутбуки Toshiba Libretto L1;L2;L3 и L5